# Тимін
Тимін, також відомий як 5-метилурацил — одна з піримідинових азотистих основ. Як пропонує альтернативна назва, тимін може бути отриманих за рахунок метилювання 5-го атома вуглецю урацилу. В живих організмах тимін входить до складу дезоксирибонуклеїнової кислоти (ДНК). В РНК тимін здебільшого замінюється на урацил. У ДНК, тимін (T) зв'язується з аденіном за допомогою двох водневих зв'язків, допомагоючи стабілізації структури нуклеїнової кислоти.
Тимін, зв'язаний з дезоксирибозою, утворює нуклеозид дезокситимідин (звичайно синонім терміна — тимідин). Тимідин може бути фосфорильований одним, двома або трьома фосфатними групами, утворюючи, відповідно, ТМФ (TMP), ТДФ (TDP) і ТТФ (TTP) — (тимідин- моно- ді- і трифосфат).
Одна із загальних мутацій ДНК залучає створення зв'язків між двома сусідніми тимінами або цитозинами під дією ультрафіолетового світла, створюючи петлі з ланцюжкі ДНК, що запобігають нормальному функціонуванню генетичного апарату.
За результатами експедиції космічного корабля NASA на астероїд Бенну, в зразках ґрунту доставленого з астероїду, було виявлено багатий набір мінералів і рідкісних органічних сполук, зокрема 14 із 20 амінокислот, які життя на Землі використовує для побудови білків, а також всі чотири кільцеподібні молекули, що утворюють ДНК, у тому числі: тимін, аденін, гуанін і цитозин.